# Андрієць Оксана Анатоліївна
Оксана Анатоліївна Андрієць (нар. 24 листопада1968 року в с. Миньківці Дунаєвецького району Хмельницької області, Україна) - українська лікарка та науковиця у галузі акушерства і гінекології, дитячої гінекології. Дійсний член Європейської асоціації дитячих гінекологів, Заслужений лікар України, член спеціалізованої вченої ради Д 58.601.02  у Тернопільському національному медичному університеті імені І. Я. Горбачевського, член спеціалізованої вченої ради К20.601.04 у Івано-Франківському національному медичному університеті.

## Життєпис
Випускниця Чернівецького медичного інституту 1992 року зі спеціальності «Лікувальна справа», яка пройшла етапи клінічної ординатури при кафедрі акушерства та гінекології (1992-1994 рр.), асистента (1995-1999 рр.), доцента (1999 – 2007 рр.), професора (2007-2008 рр.), в. о. завідувача (2008-2009 рр.) кафедри акушерства і гінекології з курсом дитячої та підліткової гінекології.  
З 2009 року - професор кафедри сімейної медицини, з 2011 року завідувач кафедри акушерства і гінекології з курсом дитячої та підліткової гінекології.
З 2014 по 2019 р. Оксана Андрієць була директором Департаменту охорони здоров’я Чернівецької обласної державної адміністрації. 
З 2020 року професор кафедри акушерства та гінекології Буковинського державного медичного університету.
З 2021 по 2023 р. Оксана Андрієць виконувала обов'язки ректора закладу вищої освіти Буковинського державного медичного університету.

## Наукові ступені
Кандидат медичних наук з 1995 року. У 2001 році рішенням Атестаційної колегії МОН України присвоєно вчене звання доцента.
У 2006 році захистила докторську дисертацію на тему «Вульвовагініти у дівчат в різні вікові періоди статевого дозрівання (етіологія, патогенез, діагностика, лікування та профілактика)», науковий консультант - професор Вовк І.Б.
У 2008 році рішенням Атестаційної колегії МОН України присвоєно вчене звання професора. 
Рішенням Центральної Атестаційної Комісії МОЗ України Оксані Анатоліївні присвоєні вищі кваліфікаційні категорії зі спеціальностей: «Акушерство та гінекологія», «Дитяча гінекологія».  
У 2018 році Оксані Анатоліївні Указом Президента України присвоєне почесне звання «Заслужений лікар України».

## Наукова діяльність
Оксана Анатоліївна Андрієць ввела у практичну медицину цілий ряд нових методів діагностики та лікування захворювань репродуктивної системи у дівчат-підлітків. Головні напрями наукових досліджень пов’язані з проблемами дитячої та підліткової гінекології, зокрема вивчення становлення жіночої репродуктивної системи, з’ясування особливостей мікробіоцинозу піхви та вульви, імунологічних показників та гормонального статусу у здорових дівчат Буковини та дівчат з розладами репродуктивної функції. 

## Методична діяльність
Науковий керівник 6 кандидатських дисертацій з яких 4 – захищено, 2 виконуються. Автор більше 300 наукових праць, 17 навчальних посібників, 29  патентів України на корисну модель, 12 раціоналізаторських пропозицій.

### Наукові ідентифікатори Andriiets O.A. (станом на початок 2021 року)
Scopus Author ID: 57221797595; h-index 1.
ORCID: https://orcid.org/0000-0001-9103-8546
Google Scholar профіль:  h-індекс7, і10-index 3 
Researcher ID AAP-9746-2021

## Вибрані наукові праці
1. Berbets, AM, Barbe AM, Andriiets OA, Andriiets AV, Yuzko OM. Melatonin levels decrease in the umbilical cord in case of intrauterine growth restriction. Journal of medicine and life. 2020;13(4):548-53. ISSN 1844-122X,DOI: 10.25122/jml-2020-0128.
2. Borshuliak AV, Andriiets OA, Bakun OV, Andriiets AV, Sheremet MI, Andriiets VV, Varlas VN. State of hormonal balance in adolescent girls with menstrual function disorders associated with obesity. Journal of medicine and life. 2021;14(6):834-40. ISSN 1844-122X, DOI: 10.25122/jml-2021-0312
3. Andriets OA, Yuzko OM, Tsysar YV. Association of gene polymorphism with menorrhagia combined with thyroid pathology. Reproductive Endocrinology. 2020;56:73-7. ISSN 2411-1295, DOI: 10.18370/2309-4117.2020.56.73-77    
4. Боршуляк А, Андрієць О, Цисар Ю, Андрієць А. Стан гормонального балансу у дівчат пубертатного віку з порушенням менструальної функції на тлі ожиріння. Буковинський медичний вісник. 2021;25(4):10-4. 
5. Боршуляк А, Андрієць О, Андрієць А, Семеняк А. Характеристика метаболічних процесів при формуванні порушення менструальної функції на тлі ожиріння у дівчат-підлітків. Неонатологія, хірургія та перинатальна медицина. 2021;11(4):28-33.                    
6. Волошинович НС, Семеняк АВ, Андрієць ОА, Ніцович ІР, Токар ПЮ. Шляхи оптимізації лікувальних заходів у жінок з поліпами ендометрію та безпліддям. Неонатологія, хірургія та перинатальна медицина.2021;11(2):21-6      .         
7. Семеняк АВ, Андрієць ОА, Ніцович ІР, Коляндрецька СВ Внутрішньоутробне інфікування плоду-реалії діагностики та лікування. Неонатологія, хірургія та перинатальна медицина. 2021;11(2):27-32. 
8. Боршуляк АА, Андрієць ОА, Боднарюк ОІ, Андрієць АВ. Фактори ризику виникнення порушення менструальної функції на тлі ожиріння. Медицина сьогодні і завтра. 2021;90(2).  
9. Боршуляк АА, Андрієць ОА, Приймак СГ, Андрієць АВ. Корекція порушень менструальної функції у дівчат на тлі ожиріння. Клінічна анатомія та оперативна хірургія. 2021;20(1):5-10.
10. Цисар ЮВ, Андрієць ОА. Лікування маткових кровотеч у дівчат пубертатного віку без застосування гормональної терапії на тлі супутньої тиреоїдної патології. Буковинський медичний вісник. 2020;24(4):124-8.

## Громадська діяльність
-       голова осередку Чернівецької обласної організації Асоціація акушерів-гінекологів України;
-       дійсний член Європейської асоціації дитячих гінекологів; 
-       член спеціалізованої вченої ради Д 58.601.02  у Тернопільському національному медичному університеті імені І.Я.Горбачевського;
-       член спеціалізованої вченої ради К 20.601.04 у Івано-Франківському національному медичному університеті.